# Bathybates vittatus
Espèce
Statut de conservation UICN

 LC  : Préoccupation mineure
Bathybates vittatus est une espèce de poissons de la famille des Cichlidés. Elle se rencontre au Burundi, en République Démocratique du Congo, en Tanzanie et en Zambie. Son habitat naturel est constitué de lacs d'eau douce.